# SH-2G

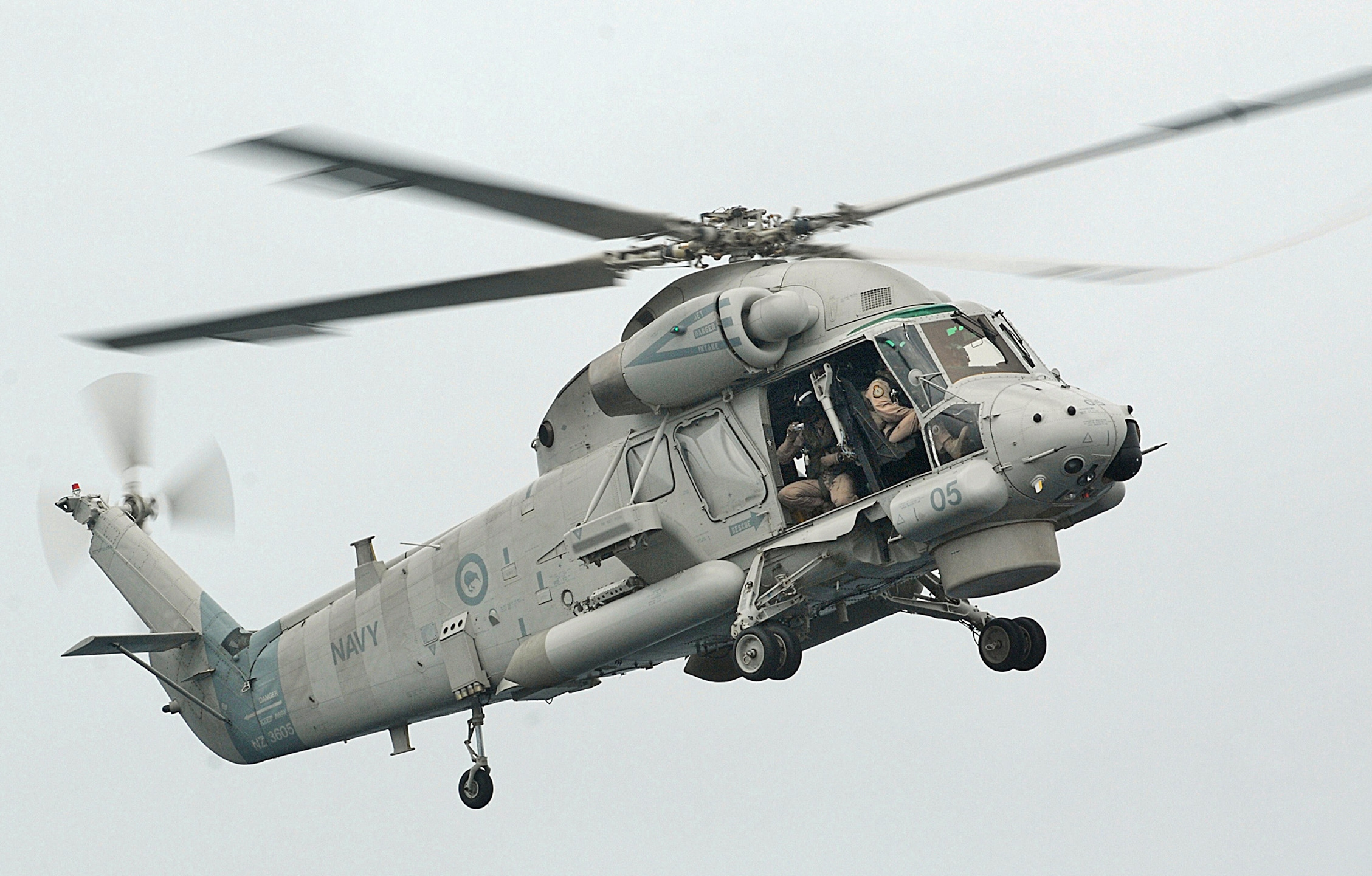

SH-2G(Kaman SH-2G Super Seasprite)는 OTH 표적 기능을 포함하여 대잠수함, 대해상 위협 기능을 갖춘 미국의 헬리콥터이다.
이 항공기의 2차 임무는 의무후송, 수색구조, 인원과 화물 이송, 소형 선박 차단, 수륙 공격 공중 지원, 지뢰 탐지 등이 있다.

## 종류
YSH-2G
SH-2G 프로토타입.
SH-2G Super Seasprite
대잠수함전 헬리콥터
SH-2G(A)
오스트레일리아판
SH-2G(E)
이집트판
SH-2G(M)
말레이시아판
SH-2G(NZ)
뉴질랜드 수출판
SH-2G(I)
뉴질랜드에 SH-2G(A)라는 이름으로 판매됨.

## 같이 보기
- SH-60 시호크
- 웨스틀랜드 링스
- 카모프 Ka-27